# Bleuniadur

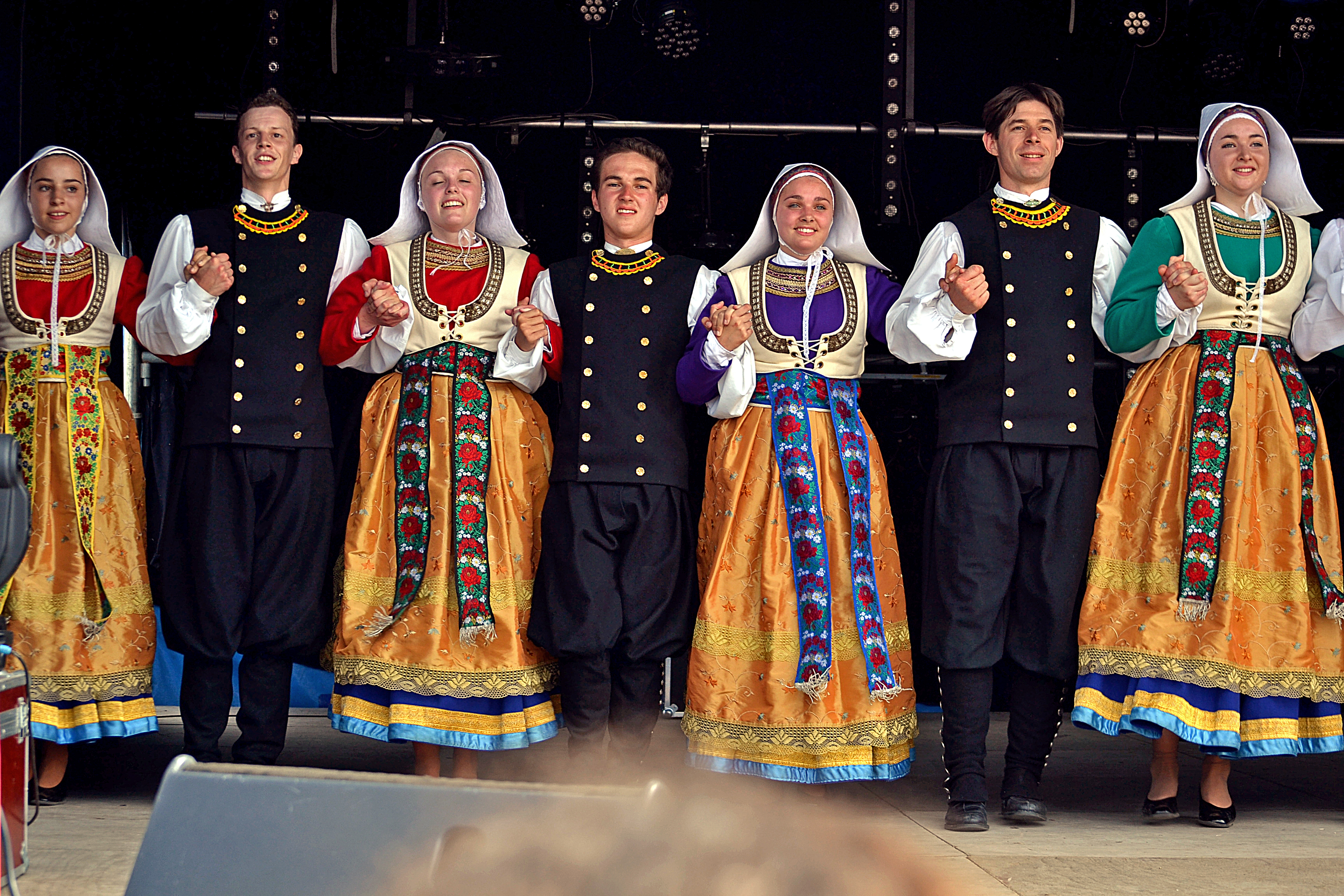
Bleuniadur nel 2015

L' Ensemble Bleuniadur è un balletto regionale fondato a Saint-Pol-de-Léon (Finistère) in Francia nel 1978. Il nome Bleuniadur in bretone, la lingua antica della Bretagna, significa "fioritura".

## Presentazione
La politica di sviluppo culturale del gruppo comprende la ricerca della musica e della danza popolare, programmi per tutte le età e capacità, e programmi che mantengono vivo l'autentico spirito Bretone, con apertura e disponibilità per l'aggiornamento. Costumi autentici e ricostruzioni, è uno dei più grandi collezioni di Bretagna. Il gruppo ha partecipato a molti Festival CIOFF in Francia, negli Stati Uniti d'America, in Italia, Repubblica Ceca, Polonia, Belgio, Romania, Austria... Ha partecipato al festival Folkmoot Carolina del Nord (Stati Uniti) nel 2006. L'esperienza tecnica delle danze e della musica combinati con la particolarità dei costumi ha riscosso sempre molto successo. In Bretagna, la regione francese rappresentata dal gruppo Bleuniadur, la musica e la danza sono sempre state espressione della cultura popolare. Storicamente, la pratica della danza e la musica non erano limitate al puro divertimento ma erano anche una manifestazione dell'ordine che esprimeva lo stato sociale di ciascun individuo all'interno della comunità. Attualmente, in Bretagna ,c'è uno straordinario entusiasmo nel mantenere la musica originale e perpetuare una tradizione secolare. Negli spettacoli del gruppo Bleuniadur, il pubblico sarà certamente colpito dalla presentazione delle tradizioni Celtiche della Bretagna, che sono totalmente distinte dal folklore di altre regioni della Francia. Spesso classificata prima nella danza campionato di Francia (solista, gruppo adulto, adolescente o bambino).

## Discografia (DVD)
- 2006 : Ololé (onomatopea usata dai pastori)
- 2007 : Lusk ha lamm (Ritmo e salto)
- 2008 : Kala Maé (calende di maggio)